# Temitayo Thomas-Ailara
Temitayo Oluwatoyin Thomas-Ailara (4 dicembre 2000) è una pallavolista statunitense, schiacciatrice delle Criollas de Caguas.

## Biografia
È figlia di immigrati nigeriani, giunti negli Stati Uniti d'America nel 1996.

## Carriera

### Club
La carriera di Temitayo Thomas-Ailara inizia nei tornei scolastici dell'Illinois, a cui prende parte con la Marian Catholic HS. Approda poi nella lega universitaria NCAA Division I, dove gioca prima per la Northwestern dal 2019 al 2022 e poi per la Wisconsin nel 2023.
Inizia la carriera da professionista disputando la Pro Volleyball Federation 2024 con le San Diego Mojo. Dopo aver preso parte all'Athletes Unlimited del 2024, partecipa alla prima edizione della League One Volleyball, vestendo la maglia della LOVB Madison. Al termine degli impegni in patria ottiene il suo primo ingaggio all'estero, approdando a Porto Rico per disputare con le Criollas de Caguas i play-off scudetto della Liga de Voleibol Superior Femenino 2025 e vincendo il titolo nazionale.

## Palmarès

### Club
- Campionato portoricano: 1

2025

### Premi individuali
- 2022 - All-America Second Team